# Chiến tranh Khôi phục Bồ Đào Nha
Chiến tranh Khôi phục Bồ Đào Nha (tiếng Bồ Đào Nha: Guerra da Restauração; tiếng Tây Ban Nha: Guerra de Restauración portuguesa) là tên gọi của các sử gia "lãng mạn" thế kỷ 19 trong cuộc chiến giữa Bồ Đào Nha và Tây Ban Nha bắt đầu từ cuộc cách mạng Bồ Đào Nha năm 1640 và kết thúc với hiệp ước Lisbon năm 1668. Cuộc cách mạng năm 1640 kết thúc 60 năm cai trị Bồ Đào Nha bởi Habsburgs Tây Ban Nha. Giai đoạn từ năm 1640 đến năm 1668 được đánh dấu bằng các cuộc đụng độ định kỳ giữa Bồ Đào Nha và Tây Ban Nha, cũng như các giai đoạn ngắn của chiến tranh nghiêm trọng hơn, phần lớn là do các vướng mắc của Tây Ban Nha và Bồ Đào Nha với các quyền hạn không thuộc Iberia. Tây Ban Nha tham gia vào Chiến tranh Ba mươi năm cho đến năm 1648 và cuộc cuộc chiến tranh Pháp - Tây Ban Nha cho đến năm 1659, trong khi Bồ Đào Nha tham gia vào cuộc chiến tranh Hà Lan - Bồ Đào Nha cho đến năm 1663.
Trong thế kỷ XVII và sau đó, thời kỳ xung đột lẻ tẻ này chỉ đơn giản được biết đến, ở Bồ Đào Nha và những nơi khác, như Chiến tranh Âm mưu. Chiến tranh đã thiết lập Nhà Braganza làm triều đại cầm quyền mới của Bồ Đào Nha, thay thế cho Nhà Habsburg. Điều này đã kết thúc cái gọi là Liên minh Iberia.

## Các sự kiện dẫn tới cuộc cách mạng

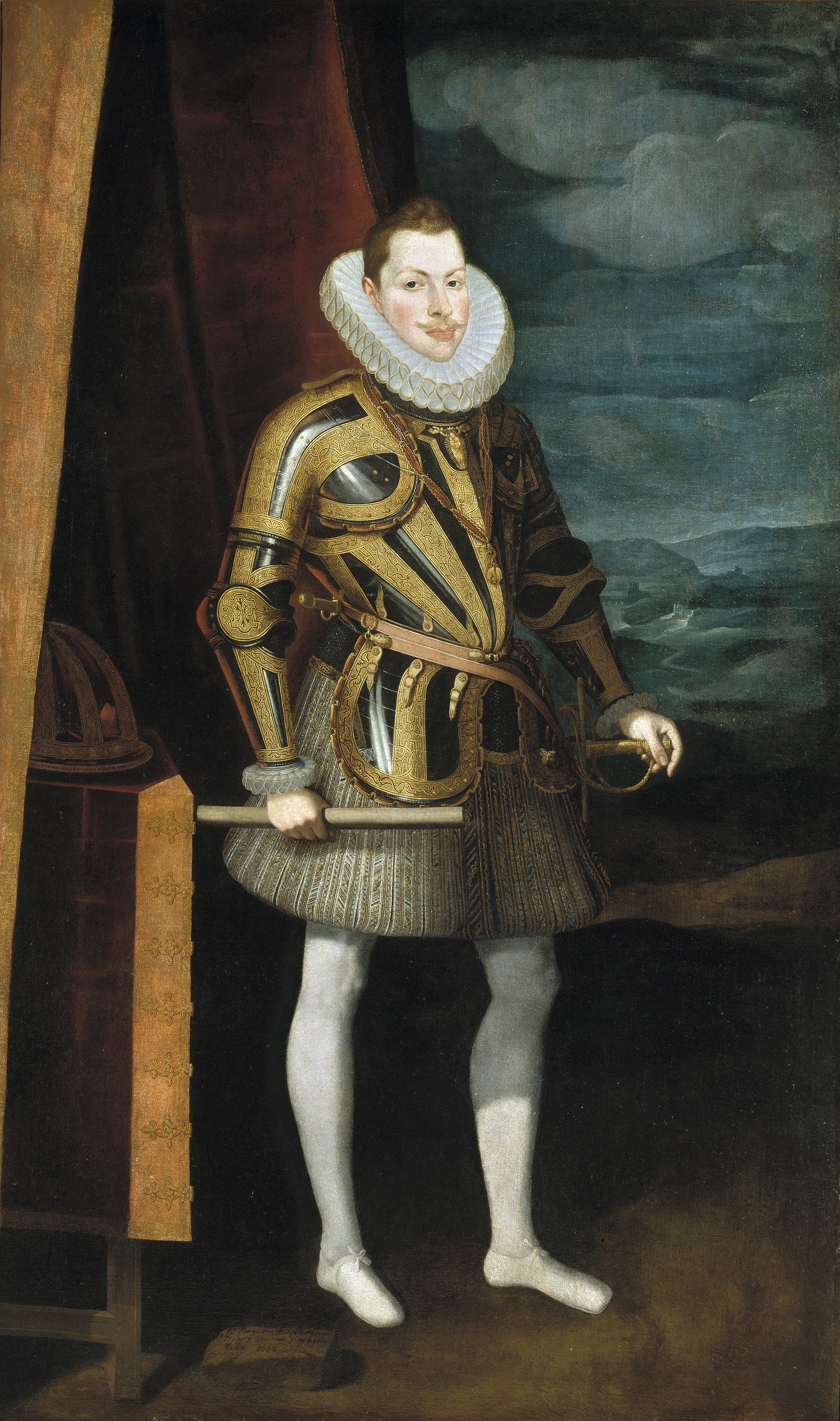
Philip II & III của Bồ Đào Nha và Tây Ban Nha.

Khi Philip II của Bồ Đào Nha qua đời, ông đã được kế vị bởi Philip III, người đã có một cách tiếp cận khác nhau để các vấn đề Bồ Đào Nha. Thuế đối với các thương gia Bồ Đào Nha đã được nâng cao, tầng lớp quý tộc người Bồ Đào Nha bắt đầu mất ảnh hưởng tại Cortes Tây Ban Nha, và các bài viết của chính phủ ở Bồ Đào Nha ngày càng bị chiếm đóng bởi người Tây Ban Nha. Cuối cùng, Philip III đã cố gắng biến Bồ Đào Nha thành một tỉnh Tây Ban Nha, và các quý tộc Bồ Đào Nha đã mất hết quyền lực của họ.
Tình huống này đã lên đến đỉnh điểm trong một cuộc cách mạng được tổ chức bởi tầng lớp quý tộc và giai cấp tư sản, được thực hiện vào ngày 1 tháng 12 năm 1640, sáu mươi năm sau khi vua Philip I (Philip II của Tây Ban Nha), vị "vua kép" đầu tiên. Âm mưu được lên kế hoạch bởi Antão Vaz de Almada, Miguel de Almeida, và João Pinto Ribeiro. Họ, cùng với một số cộng sự, được biết đến với cái tên Bốn mươi kẻ chủ mưu, đã giết chết Ngoại trưởng, Miguel de Vasconcelos, và giam giữ anh em họ của vua, Margaret của Savoy, người đã cai trị Bồ Đào Nha nhân danh ông ta. Thời điểm đã được lựa chọn; Quân của Philip đã chiến đấu trong Chiến tranh Ba mươi năm và cũng phải đối mặt với một cuộc cách mạng ở Catalonia, sau đó trở thành Chiến tranh Reaper.
Sự ủng hộ của người dân trở nên rõ ràng gần như ngay lập tức, và chỉ trong vòng vài giờ, John, Công tước Braganza thứ 8 đã được hoan nghênh như vị vua João IV của Bồ Đào Nha; Tin tức lây lan nhanh chóng trên khắp đất nước. Đến ngày 2 tháng 12 năm 1640, một ngày sau cuộc đảo chính, John IV, hành động dưới tư cách là chủ quyền của đất nước, đã gửi một lá thư tới Phòng Thẩm phán thành phố Évora.
Cuộc xung đột tiếp theo với Tây Ban Nha đưa Bồ Đào Nha vào Cuộc Chiến tranh Ba mươi năm, ít nhất, một người chơi ngoại vi. Từ năm 1641 đến năm 1668, thời kỳ mà hai quốc gia đang chiến tranh, Tây Ban Nha đã cố gắng cô lập Bêlarut về mặt quân sự và ngoại giao, và Bồ Đào Nha cố gắng tìm nguồn lực để duy trì độc lập thông qua các liên minh chính trị và duy trì thu nhập thuộc địa.